# Lemmings Revolution
Lemmings Revolution è un videogioco rompicapo sviluppato nel 2000 dalla Take Two Interactive e pubblicato dalla Psygnosis e dalla Talonsoft. Come il precedente 3D Lemmings il videogioco utilizza una grafica tridimensionale, ma il gameplay rimane immutato, il giocatore deve aiutare un certo numero di lemming a completare lo schema evitando i baratri e le varie trappole lungo il percorso.
I lemming percorrono un percorso costruito su una specie di torre, che ruota mentre i lemming la percorrono. L'impostazione grafica del videogioco ricorda il videogioco Nebulus e quindi sebbene il motore grafico sia tridimensionale i lemming seguono un percorso principalmente bidimensionale.